# Džon Pildžer
Džon Ričard Pildžer (/ˈpɪldʒər/; Sidnej, 9. oktobar 1939 — London, 30. decembar 2023) bio je australijski novinar i BAFTA nagrađivani producent dokumentarnih filmova. On uglavnom deluje iz svog sedišta u Ujedinjenom Kraljevstvu od 1962. godine.
Pildžer je žestok kritičar američke, australijske i britanske spoljne politike, za koje smatra da su vođene imperijalističkim pretenzijama. Pildžer je takođe kritikovao postupanje svoje domovine prema autohtonim Australijancima. On je prvobitno privukao međunarodnu pažnju svojim izveštajem o Kambodžanskom genocidu.
Njegova karijera kao producent dokumentarnog filma započela je Tihom pobunom (1970), snimljenom tokom jedne od poseta Vijetnamu, i od tada se nastavio sa preko pedeset dokumentarnih filmova. Ostala dela u ovom obliku uključuju Godinu nula (1979), o posledicama režima Pol Pota u Kambodži, i Smrt Nacije: Timorska zavera (1993). Pildžerovi mnogi dokumentarni filmovi o autohtonim Australijancima uključuju Tajnu zemlju (1985) i Utopiju (2013). U britanskim štampanim medijima, Pildžer je radio u Dejli Miroru od 1963. do 1986, i redovno je pisao rubriku za časopis Nju Stejtsman od 1991. do 2014.
Pildžer je osvojio britansku Nagradu novinara godine u 1967. i 1979. Njegovi dokumentarni filmovi osvojili su nagrade u Britaniji i širom sveta, uključujući višestruke nagrade BAFTA. Prakse vodećih medija su redovna tema u Pildžerovog pisanja.

## Mladost
Pildžer je rođen i odrastao u Bondiju, predgrađu Sidneja. Njegovi roditelji su Klod i Elzi Pildžer. Grajam (1932–2017), njegov brat, bio je aktivista za prava invalida koji je kasnije savetovao vladu Gofa Vitlama. Preci njihovog oca bili su nemačkog prekla, a sa majčine strane irskog, engleskog i nemačkog; dva njegove prababe po majčinoj strani su bile irski osuđenici transportovani u Australiju. Njegova majka je bila učiteljica francuskog jezika. Oba brata su pohađala srednju školu Sidnej bojs, gde je Džon Pildžer počeo saradnju sa studentskim novinama, Glasnik. Kasnije se pridružio četvorogodišnjoj šemi novinarske prakse pri Australijskoj konsolidovanoj štampi.

## Novinska i televizijska karijera

### Novine
Počevši svoju karijeru 1958. godine kao kurir u redakciji novina Sidnej San, Pildžer je kasnije prešao u gradske novine Dejli Telegraf, gde je bio reporter, sportski pisac i podreditelj. Takođe se radio honorarno i za sidnejski Sandej Telegraf, dnevne novine. Nakon preseljenja u Evropu, on je godinu dana je bio honorarni dopisnik u Italiji.
Nastanivši se u Londonu 1962. godine, radeći kao pomoćni urednik, Pildžer se pridružio britanskom Junajted Presu, a zatim i Rojtersu u njegovom uredu za Bliski istok. Godine 1963. regrutovao ga je engleski Dejli Miror, ponovo kao pomoćnog urednika. Kasnije je napredovao da postane reporter, pisac igranih filmova i glavni strani dopisnik. Dok je živeo i radio u Sjedinjenim Državama za Dejli Miror, 5. juna 1968. bio je svedok ubistva Roberta F. Kenedija u Los Anđelesu tokom njegove predsedničke kampanje. Bio je ratni dopisnik u Vijetnamu, Kambodži, Bangladešu i Biafri. Skoro osamnaest meseci nakon što je Robert Maksvel kupio Mirror (12. jula 1984.), Pildžera je otpustio Ričard Stot, urednik novina, 31. decembra 1985. godine.
Pildžer je bio osnivač tabloida News on Sunday 1984. godine, a 1986. je angažovan kao glavni i odgovorni urednik. Tokom perioda angažovanja osoblja, Pildžer je bio odsutan nekoliko meseci snimajući Tajnu zemlju u Australiji. Pre toga, dao je uredniku Kitu Satonu spisak ljudi za koje je mislio da bi mogli biti angažovani za novine, ali je po povratku u Britaniju otkrio da niko od njih nije bio zaposlen.
Pildžer je podneo ostavku pre prvog izdanja i došao je u sukob sa osobljem. On se nije složio sa odlukom osnivača da se list bazira u Mančesteru, a zatim se sukobio sa upravnim komitetima; list je bio zamišljen da bude radnička zadruga. Satonovo imenovanje za urednika bio je Pildžerov predlog, ali se posvađao sa Satonom zbog njegovog plana da proizvede levičarski list Sun. Njih dvojica su na kraju proizveli sopstvene predloge, ali osnivači i različiti komiteti podržali su Satona. Pildžer, imenovan sa „opštom uređivačkom kontrolom“, dao je ostavku u tom trenutku. Prvo izdanje izašlo je 27. aprila 1987, a The News on Sunday su ubrzo zatvorene.

## Bibliografija
Knjige
| - The Last Day (1975) - Aftermath: The Struggles of Cambodia and Vietnam (1981) - The Outsiders (with Michael Coren, 1984) - Heroes (1986), 978-1407086293 (2001) - A Secret Country (1989) - Distant Voices (1992 and 1994) | - Hidden Agendas (1998) - Reporting the World: John Pilger's Great Eyewitness Photographers (2001) - The New Rulers of the World (2002; 4th ed. 2016) - Tell Me No Lies: Investigative Journalism and its Triumphs (ed.) Cape (2004) - Freedom Next Time (2006) |

Drame
- The Last Day (1983)

### Dokumentarni filmovi
| - World in Action - "The Quiet Mutiny" (1970) - Conversations With a Working Man (1971) - Palestine Is Still The Issue (Part 1) (1974) - Vietnam: Still America's War (1974) - Guilty Until Proven Innocent (John Pilger) (1974) - Thalidomide: The Ninety-Eight We Forgot (1974) - The Most Powerful Politician in America (1974) - One British Family (1974) - Pilger - "An Unfashionable Tragedy" (1975) - "Nobody's Children" (1975) - "Zap-The Weapon is Food" (1976) - "Pyramid Lake is Dying" (1976) - "Street of Joy" (1976) - "A Faraway Country" (1977) - Mr Nixon's Secret Legacy (1975) - Smashing Kids] (1975) - To Know Us Is To Love Us (1975) - A Nod & A Wink (1975) - Pilger in Australia (1976) - Dismantling A Dream (1977) - An Unjustifiable Risk (1977) - The Selling of the Sea (1978) - Do You Remember Vietnam (1978) - Year Zero: The Silent Death of Cambodia (1979) - The Mexicans (1980) - Cambodia: Year One (1980) - Heroes (1980) - Island of Dreams (John Pilger)(1981) - In Search of Truth in Wartime (1983) | - Nicaragua. A Nations Right to Survive (1983) - The Outsiders (series, 1983) - The Truth Game (1983) - Burp! Pepsi V Coke in the Ice Cold War (1984) - The Secret Country: The First Australians Fight Back (1985) - Japan Behind the Mask (1987) - The Last Dream (1988) - "Heroes unsung" - "Secrets" - "Other People's Wars" - Cambodia: Year Ten (1989) - Cambodia, the Betrayal (1990) - War By Other Means (1992) - Cambodia: Return to Year Zero (1993) - Death of a Nation: The Timor Conspiracy (1994) - Flying the Flag, Arming the World (1994) - Vietnam: The Last Battle (1995) - Inside Burma: Land of Fear (1996) - Breaking the Mirror – The Murdoch Effect (1997) - Apartheid Did Not Die (1998) - Welcome to Australia (1999) - Paying the Price: Killing the Children of Iraq (2000) - The New Rulers of the World (2001) - Palestine Is Still the Issue (2002) - Breaking the Silence: Truth and Lies in the War on Terror (2003) - Stealing a Nation (2004) - The War on Democracy (2007) - The War You Don't See (2010) - Utopia (2013) - The Coming War on China (2016) - The Dirty War on the NHS (2019) |

## Spoljašnje veze
- Zvanični veb-sajt
- John Pilger na sajtu  (jezik: engleski)